# Équipe cycliste Revor-Jartazi
L'équipe cycliste Revor-Jartazi  est une formation belge de cyclo-cross et de cyclisme sur route, qui a existé durant la saison 2009. Elle faisait partie des équipes continentales. L'équipe disparaît dès la fin de sa première saison, pour cause de problèmes financiers.
Elle ne soit pas être confondue avec l'équipe Mitsubishi-Jartazi

## Classements UCI
L'équipe participe aux circuits continentaux et principalement à des épreuves de l'UCI Europe Tour. Le tableau ci-dessous présente le classement de l'équipe sur ce circuit, ainsi que son meilleur coureur au classement individuel.
UCI Europe Tour
| Saison | Classement par équipes | Meilleur coureur au classement individuel |
| ------ | ---------------------- | ----------------------------------------- |
| 2009   | 105e                   | Michael Blanchy (649e)                    |

## Saison 2009

### Effectif
| Coureur                | Date de naissance | Nationalité | Équipe 2008                             | Équipe 2010                  |
| ---------------------- | ----------------- | ----------- | --------------------------------------- | ---------------------------- |
| Ben Berden             | 29.09.1975        | Belgique    | Ex-Pro (Saey-Deschacht Sportgroep 2004) | Qin                          |
| Michael Blanchy        | 24.09.1981        | Belgique    | Josan-Mercedes                          |                              |
| Kristof Blancke        | 26.08.1988        | Belgique    | Néo-pro                                 |                              |
| Geoffrey Coupé         | 26.01.1981        | Belgique    | Mitsubishi-Jartazi                      | Palmans Cras                 |
| Bjorn De Decker        | 10.10.1988        | Belgique    | Néo-pro                                 | Transféré en 2009            |
| Jens De Langhe         | 09.03.1989        | Belgique    | Davo                                    | Transféré en 2009            |
| Mariusz Gil            | 06.05.1983        | Pologne     |                                         |                              |
| Vytautas Kaupas        | 01.04.1982        | Lituanie    | Mitsubishi-Jartazi                      | Continental Team Differdange |
| Tim Meeusen            | 07.11.1977        | Belgique    | Ex-pro (An Post-Sean Kelly Team 2007)   | Transféré en 2009            |
| Jorg Pannekoek         | 25.11.1989        | Belgique    | Néo-pro                                 | Jong Vlaanderen-Bauknecht    |
| Jan Soetens            | 07.01.1984        | Belgique    | Ex-pro (Jartazi-Promo Fashion 2007)     |                              |
| Jefferson Soissons     | 21.05.1984        | Belgique    | Néo-pro                                 |                              |
| Mindaugas Striška      | 07.05.1984        | Lituanie    | Mitsubishi-Jartazi                      |                              |
| Paweł Szczepaniak      | 22.03.1989        | Pologne     |                                         |                              |
| Davy Tuytens           | 14.07.1986        | Belgique    | Josan-Mercedes                          | Transféré en 2009            |
| Kenny Van Braeckel     | 12.11.1983        | Belgique    | Willems Veranda                         |                              |
| Kendric Van Grembergen | 15.04.1985        | Belgique    | Néo-pro                                 |                              |
| Nic Van Huffel         | 16.08.1987        | Belgique    | Willems Veranda                         | Transféré en 2009            |
| Quincy Vens            | 29.04.1986        | Belgique    | Davitamon-Lotto-Jong Vlaanderen         | Transféré en 2009            |
| Bart Verschueren       | 08.09.1986        | Belgique    | Ex-pro (Fidea 2006)                     | Transféré en 2009            |
| Erwin Vervecken        | 23.03.1972        | Belgique    | Fidea                                   | Transféré en 2009            |
| Maik Wensink           | 14.09.1990        | Belgique    | Néo-pro                                 |                              |